# Axel Bänsch
Axel Bänsch (* 15. Juli 1941 in Görlitz) ist ein deutscher Betriebswirt und emeritierter Professor für Allgemeine Betriebswirtschaftslehre (ABWL) sowie Marketing  an der Universität Hamburg.

## Leben
Axel Bänsch machte 1961 sein Abitur in Hamburg. Anschließend absolvierte er ein Studium der Betriebswirtschaftslehre (BWL) an der Universität Hamburg und der Universität Kopenhagen. 1965 erlangte Bänsch den Abschluss Diplom-Kaufmann (Dipl.-Kfm.) an der Universität Hamburg.
1968 promovierte er an der Fakultät Wirtschafts- und Sozialwissenschaften der Universität Hamburg. Als Thema seiner Dissertation wählte Bänsch Das ländliche Genossenschaftswesen in der Bundesrepublik Deutschland und in Dänemark. Darstellung und Vergleich.
1982 habilitierte er für das Fach Betriebswirtschaftslehre an der Universität Hamburg. Das Thema seiner Habilitationsschrift lautete Operationalisierung des Unternehmenszieles Mitgliederförderung. Es folgten Lehraufträge und Gastprofessuren an der Universität Kassel, der Carl von Ossietzky Universität Oldenburg und der Universität Trier. Bänsch erhielt Berufungen an die Syddansk Universitet in Dänemark, die Universität Oldenburg, die Leuphana Universität Lüneburg sowie die Universität Hamburg.
Axel Bänsch nahm schließlich den Ruf an die Universität Hamburg für Allgemeine Betriebswirtschaftslehre und Marketing an.

## Forschungsschwerpunkte
Axel Bänsch agierte als Autor mehrerer Bücher und Beiträge zur Kooperationstheorie, Ökologie und Handelsbetriebslehre sowie zum Marketing und Wissenschaftlichen Arbeiten.

## Schriften (Auswahl)
- Operationalisierung des Unternehmenszieles Mitgliederförderung, Vandenhoeck & Ruprecht Verlag, Göttingen 1983, ISBN 3-525-12750-2 (Zugleich: Universität Hamburg, Habilitationsschrift, 1982)
- Einführung in die Marketing-Lehre, Vahlen Verlag, 4. Auflage, München 1998, ISBN 3-8006-2256-4
- Käuferverhalten, Oldenbourg Verlag, 9. Auflage, München / Wien 2002, ISBN 3-486-27234-9
- Verkaufspsychologie und Verkaufstechnik, Oldenbourg Verlag, 8. Auflage, München / Wien 2006, ISBN 978-3-486-57872-0
- Axel Bänsch / Dorothea Alewell: Wissenschaftliches Arbeiten, Oldenbourg Verlag, 10. Auflage, München 2009, ISBN 978-3-486-59090-6